# Micronecta ludibunda
Micronecta ludibunda  (лат.) — вид мелких водяных клопов рода Micronecta из семейства Гребляки (Corixidae, Micronectinae, или Micronectidae). Южная и Юго-Восточная Азия (Вьетнам, Индия, Индонезия, Новая Гвинея, Таиланд) Завезён из Азии в США (Флорида).

## Описание
Мелкие водяные клопы, длина от 1,9 до 2,4 мм. Желтовато-коричневые. Пронотум с тёмными отметинами. Усики 3-члениковые. Тело удлинённое, немного уплощённое, голова широкая. Фасеточные глаза большие, простые глазки отсутствуют. Щиток свободный. У самцов правосторонняя асимметрия брюшка; на VI тергите развит маленький стригилл; коготок передних лапок лопастевидный. Живут в озерах, прудах и реках.

## Систематика
Вид был впервые описан в 1905 году и включён подрод Dichaetonecta. Один из 8 обитающих на Борнео видов рода Micronecta.